# Pròstata
La pròstata (del grec προστάτης prostates, literalment 'protector', 'guardià') és una glàndula exocrina tubuloalveolar de l'aparell reproductor masculí, exclusiva dels mamífers.
La pròstata difereix considerablement entre les espècies, anatòmicament, químicament i fisiològicament. En humans té mida i forma d'una castanya o una nou, i està situada per davant del recte i per sota de la bufeta urinària.

## Anatomia

### Estructura
La pròstata es divideix en quatre zones diferents: estroma fibromuscular anterior, zona central, zona perifèrica (on es desenvolupen el 75 % dels càncers de pròstata) i zona transicional (zona que envolta la uretra i que és la màxima responsable del creixement anomenat hiperplàsia prostàtica benigna).
Envolta la uretra just per sota de la bufeta urinària i es pot tocar en un tacte rectal.
La pròstata està envoltada pels músculs del terra pelvià, que es contrauen durant el procés d'ejaculació.

### Mides i volum
Una pròstata humana sana és lleugerament més gran que una nou. Les seves mides i el volum van augmentant al llarg de la vida. Uns valors mitjans aproximats i normals serien:
| Edat                            | 40–49    | 50–59    | 60–70    |
| ------------------------------- | -------- | -------- | -------- |
| Mides en mm (amp.x alç.x long.) | 44x32x38 | 45x32x39 | 47x33x41 |
| Volum en ml ± DS                | 28 ± 9   | 31 ± 10  | 35 ± 17  |

- amplada: diàmetre transversal màxim
- alçada: diàmetre màxim anteroposterior
- longitud: distància entre esfínter extern proximal i de la bufeta urinària

### Relacions
- Anterior: símfisi del pubis.
- Inferior: uretra i penis.
- Posterior: recte.
- Superior: superfície superior del diafragma urogenital i bufeta urinària.
- Lateral: fibres anteriors del múscul elevador de l'anus.

### Desenvolupament embrionari
La pròstata es desenvolupa a partir de la paret modificada de la porció proximal de la uretra masculina durant la novena setmana de gestació de l'embrió. La condensació del mesènquima, la uretra i el conducte de Wolff dona lloc a la glàndula prostàtica adulta, un òrgan constituït per nombrosos components, tant glandulars com no glandulars, fusionats amb una càpsula comuna. La glàndula de Skene, present en algunes femelles, és homòloga a la glàndula prostàtica dels mascles.

## Fisiologia

### Funcions
La funció principal de la pròstata és emmagatzemar i secretar un fluid alcalí (pH 7,29) que constitueix entre el 10 % i el 30 % del volum del líquid seminal que, juntament amb els espermatozoides, formats als testicles, constitueixen el semen. Les vesícules seminals produeixen la resta del líquid seminal. L'alcalinitat del líquid seminal neutralitza l'acidesa del tracte vaginal i prolonga la vida dels espermatozoides.

La pròstata també produeix substàncies de defensa contra les infeccions urinàries.
Atès que conté fibres de musculatura llisa que ajuden a expulsar el semen durant l'ejaculació, la pròstata fa funcions de bombament que eviten que el semen es dirigeixi cap a la bufeta urinària.
Alhora la pròstata fa funcions de vàlvula, cosa que permet que passi l'orina o el semen d'una manera selectiva.

### Secrecions
Les secrecions prostàtiques varien en funció de l'espècie. Generalment estan compostes per sucres simples i són lleugerament bàsiques.
En les secrecions prostàtiques humanes el contingut proteic és inferior a l'1 % i inclou enzims proteolítics, fosfatasa àcida i l'antigen específic de la pròstata (PSA). A més, les secrecions també contenen zinc.

### Regulació
Per funcionar correctament, la pròstata requereix hormones masculines (andrògens), produïdes fonamentalment als testicles. Algunes hormones es produeixen a la glàndula suprarenal. Malgrat això, la regulació de la pròstata està determinada per la dihidrotestosterona, el precursor de la testosterona.

## Significat clínic

### Inflamació
La prostatitis és una inflamació de la glàndula prostàtica. Pot ser causada per una infecció bacteriana o per altres causes no infeccioses. La inflamació de la glàndula prostàtica pot provocar micció dolorosa o ejaculació, dolor a l'engonal, dificultat per orinar o símptomes generals com febre o fatiga.Quan hi ha inflamació, la pròstata augmenta de mida i es torna dolorosa al tacte durant una exploració rectal digital. La inflamació de la pròstata pot afectar la fertilitat. Els bacteris que causen la infecció poden ser detectats mitjançant un cultiu d'orina.

### Augment de la pròstata
L'augment de la glàndula prostàtica s'anomena prostatomegàlia, i la hiperplàsia benigna de pròstata (HBP) és la causa més comuna. L'HBP és un augment de la glàndula prostàtica a causa de l'increment del nombre de cèl·lules que la componen (hiperplàsia), provocat per una afecció no maligna. És una malaltia molt comuna en homes grans. Sovint es diagnostica quan la pròstata augmenta fins al punt de dificultar la micció. Els símptomes inclouen urgència freqüent d'orinar (micció freqüent) o retenció urinària (micció dificultosa).

### Càncer
El càncer de pròstata és un dels tipus més comuns de càncer que afecten els homes grans al Regne Unit, els Estats Units, el nord d'Europa i Austràlia, i també és una de les principals causes de mort entre homes grans a tot el món. Sovint, la persona no presenta cap símptoma; quan apareixen, poden incloure micció freqüent, urgència urinària, retenció d'orina i altres símptomes relacionats amb la hiperplàsia benigna de pròstata. En casos rars, aquests tipus de càncer poden provocar pèrdua de pes, retenció urinària o símptomes com mal d'esquena a causa de lesions metastàtiques que s'han estès més enllà de la glàndula prostàtica.

## Referències

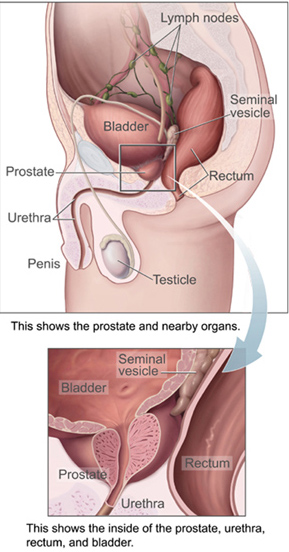
Anatomia sistema reproductor masculí.